# サマンサ・フォックス
サマンサ・カレン・フォックス Samantha Karen Fox（ロンドン・マイルエンド出身、1966年4月15日 - ）は、イギリスのダンスポップ歌手。元グラマーモデル。

## 生い立ち
サマンサ・カレン・フォックスは、故パトリック・ジョン・フォックスとキャロル・アン・ウィルケンの長女として、ロンドン・イーストエンドの市場商人の家庭に生まれた。彼女には6歳年下の妹、ヴァネッサと父親と再婚相手の間に生まれた腹違いの妹、フレデリカがいる。
彼女はロンドン・ハリンゲイ区のセント・トーマス・モア教区立学校 (St Thomas More RC School) に通い 、幼い頃から舞台に対する強い関心を持っていた。3歳の時に初めて劇場の舞台に立ち、5歳からアンナ・シャー・シアター・スクール (Anna Scher Theatre School) に通った。1976年、10歳の時BBCの番組『No Way Out』でテレビ初出演を果たした。続いて11歳の時、クラウチ・エンドの彼女の家の近くにあった、ジュディ・デンチ・マウントビュー・シアター・スクールに通い始めた。
音楽への興味は若い内からあり、14歳で最初のバンドを作った。1年後に最初のレコードがランボルギーニ・レコードから発売された。しかしモデルの仕事を始めたため、演劇と音楽のキャリアは一旦保留状態となった。

## モデル
1983年初め、母親のキャロル・フォックスは十代の我が娘の下着姿の写真を撮り、タブロイド紙サンデー・ピープル (The Sunday People) のアマチュア・モデル・コンテスト「Face and Shape of 1983」に応募した。コンテストでは次点となり、フォックスの写真が掲載された。その後まもなくタブロイド紙ザ・サンよりページ・スリー・ガールとしての撮影を要請された。両親は娘のトップレスの写真掲載に同意し、1983年2月22日（火曜日）、フォックスは「Sam, 16, Quits A-Levels for Ooh-Levels.」とキャプションを付けられ、ページ・スリー・ガールとして初登場した。
生粋のロンドン下町娘という出自、シャンパンブロンドのルックス、魅力的な笑顔、91cmDカップ（当時）の胸を誇る曲線美は、彼女を1980年代イギリスのセックスシンボルに祭り上げた。胸に25万UKポンドの保険がかけられるという有名なエピソードの後、フォックスは1984年から86年にかけて3年連続でザ・サン紙のページ・スリー・ガール・オブ・ザ・イヤーを獲得した。彼女はイギリスのソフトポルノ誌のヌードモデルも務めたが、前向きの全裸の写真は極めて稀である。
フォックスは、1986年に20歳でページ・スリー・ガールを引退した。1995年、29歳の時に彼女はページ・スリー・ガール25年記念週間のため、ザ・サン紙に一回限りの復帰をした。圧倒的な読者の反響を受け、彼女は記念週間に毎日登場した。最終金曜日のトップレス写真は、A3サイズのポスターとしてプレゼントされた。30歳の時、彼女はPLAYBOY誌の1996年10月号のグラビアに登場した。これらは彼女の最後のヌード写真となった。
父親のパトリックは、1991年まで彼女のマネージャーを務めた。当時フォックスは父が彼女の口座から100万ポンド以上を使い込んだと思っており、さかのぼって調べるために会計士を雇った。彼女は父親（その当時にはすでに彼女の母親と離婚し、非常に年下の若い女性と再婚していた）を告訴した。そして1995年5月、363,000ポンドで和解した。パトリック・フォックスは2000年に亡くなったが、サマンサ・フォックスは10年近く父親と口をきいていなかった。

## 歌手
1980年代後半には、フォックスは歌手として成功を収めていた。3年間（1986年 - 88年）で3枚のアルバムをリリースし、ストック・エイトケン・ウォーターマンやフル・フォース (Full Force) などの著名な音楽プロデューサーと仕事をした。20歳の時にリリースされたデビューシングル「タッチ・ミー (I Want Your Body)（Touch Me (I Want Your Body)）」は大西洋を挟んだ両側でトップ10入りした（イギリスで3位、アメリカで4位）。また多くの国でヒットチャートのトップに立った。彼女のデビューライブは、ピーター・ストリングフェロー (Peter Stringfellow) のナイトクラブで行なわれた。フォックスは、アメリカとイギリスでトップ10入りしたヒット曲を3曲ずつ持っている。アメリカとカナダで「ノーティー・ガールズ (Need Love Too)」（アメリカで3位、カナダで8位）と「赤い誘惑」（アメリカで8位、カナダで10位）の2曲が、イギリスでは「ドゥ・ヤ・ドゥ・ヤ (Wanna Please Me)」（10位）と「ストップ・ミー・ナウ」（8位）がトップ10入りした。歌手として成功した結果、フォックスはボスニア・ヘルツェゴビナ、ロシア、ウクライナ、シベリアといった珍しい場所を含む世界中をツアーする事となった。

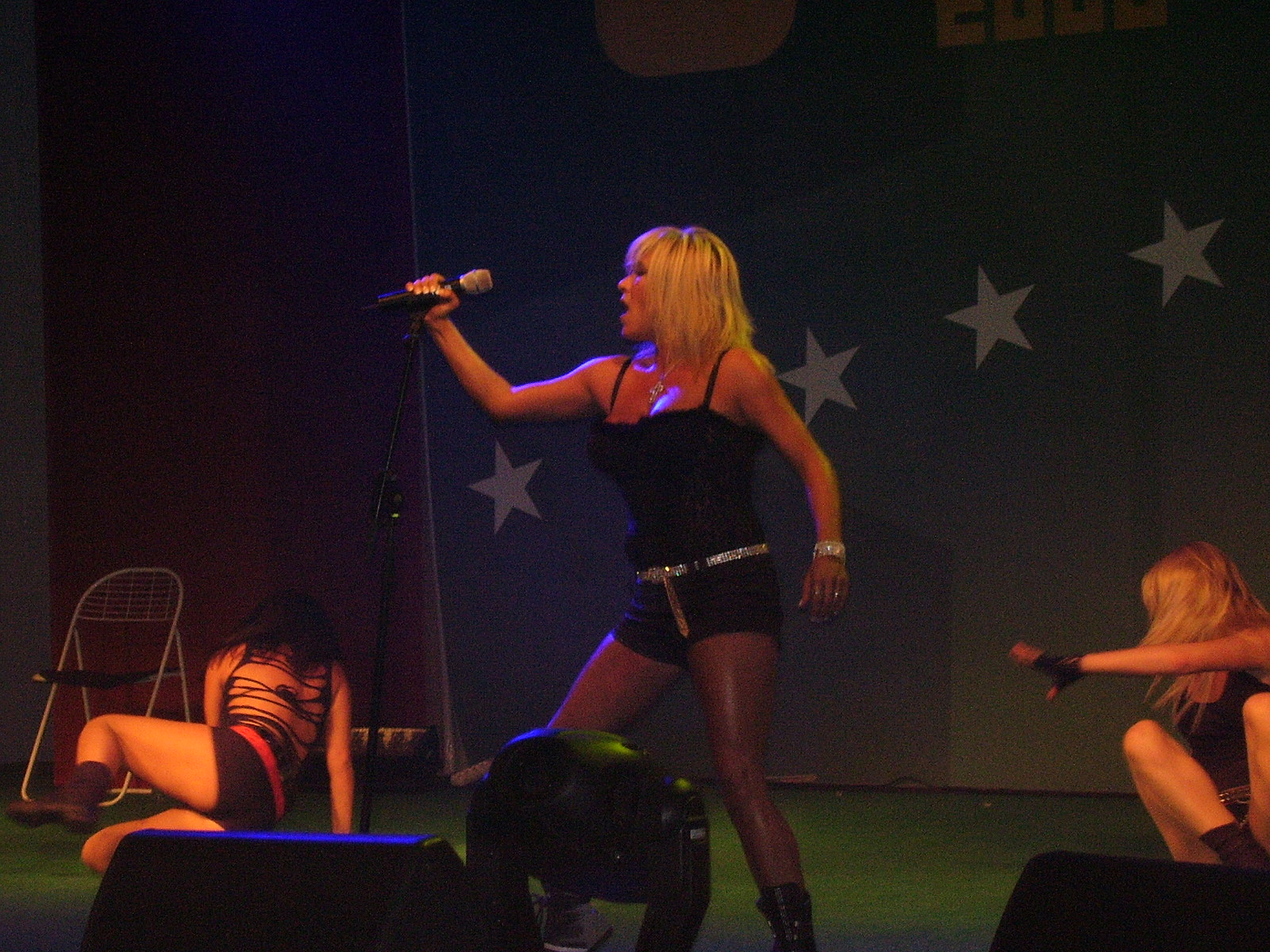
ブラチスラヴァで歌うサマンサ・フォックス

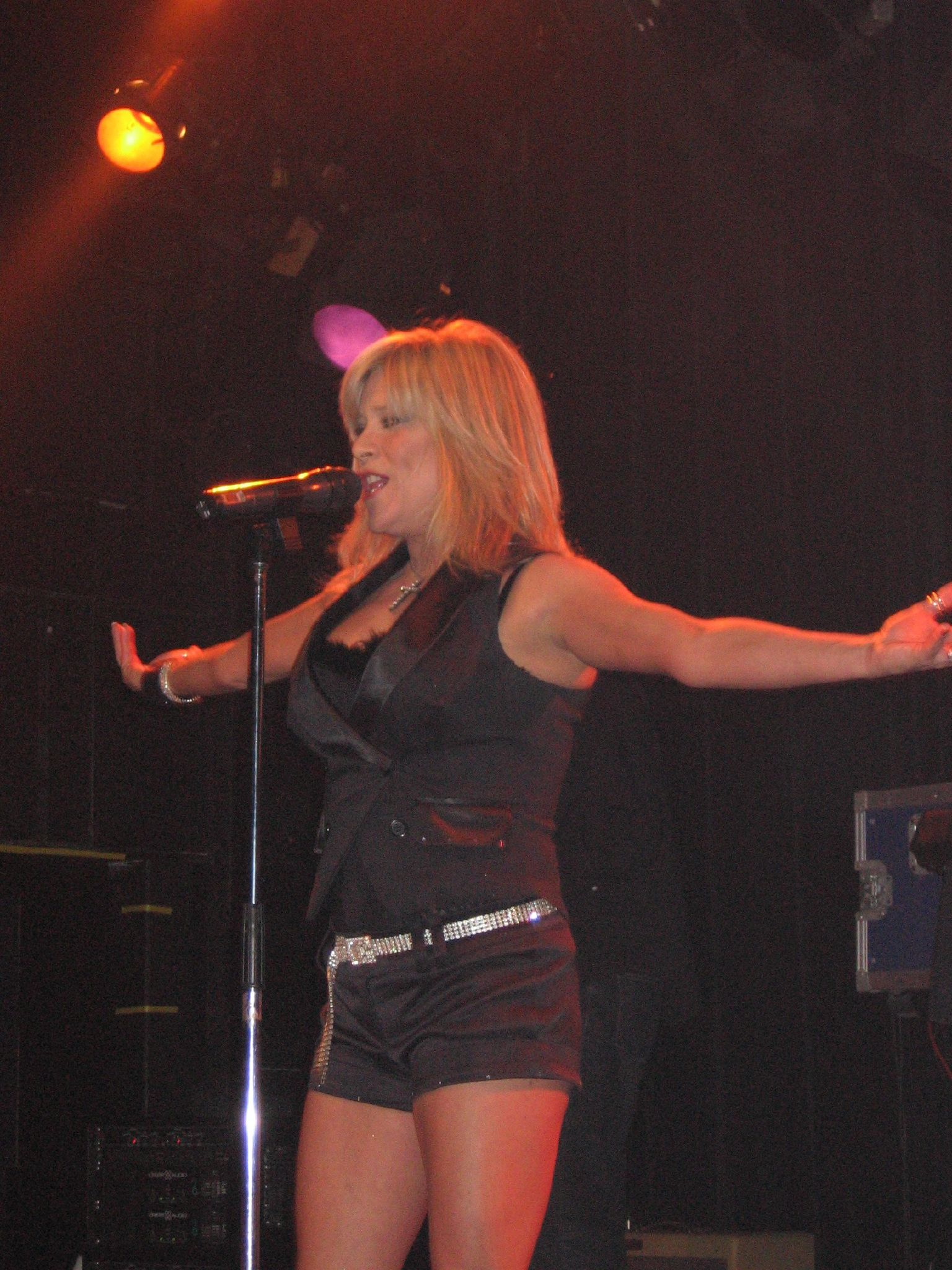
サマンサ・フォックス

3年の中断の後の1991年、サマンサ・フォックスはジャイヴ・レコードからの4枚目にして最後のアルバムとなった『Just One Night』をリリースした。このアルバムは1988年の前作『赤い誘惑』を反映し、ポップ・アンド・ロックの曲に加え、フル・フォースによるオールドスクール・ヒップホップスタイルの曲がミックスされている。1992年、ジャイヴ・レコードはサマンサの初の公式ベスト・アルバムとなる『サマンサ・フォックス・グレイテスト・ヒッツ』をリリースした。アルバムには3曲の新曲が含まれた。
1995年、フォックスはユーロビジョン・ソング・コンテストへのイギリスからの参加作品を選ぶコンテストである「ソング・フォー・ヨーロッパ」に参加し、歌手活動の再開を試みた。彼女はグループ「Sox」のリード・シンガーとして「Go for the Heart」を歌ったが、一般票で4位に終わり、ユーロビジョンには届かなかった。1997年、彼女はニュー・アルバム『21世紀FOX』をリリースした。このアルバムはユーロダンスとHi-NRGミュージックを特色としている。アメリカではシングルカット「フリーにさせて」とともに1年後に発売された。『21世紀FOX』は初のインディーズからのリリースとなった。また彼女は多くの曲を共作し、プロデュースした。アルバムからは他に「ディーパー」と「ザ・リーズン・イズ・ユー(ワン・オン・ワン)」がシングルカットされた。これは彼女のファン層を大きく拡張したアルバムだった。2004年、フォックスはスウェーデンの音楽アーティスト、マッツ・スーデルランド (Mats Söderlund) と協力して「タッチ・ミー (I Want Your Body)」をリメイクした。このバージョンはスウェーデンのシングル・チャートで数週間1位を獲得した。これを収録したスーデルランドがギュンター (Günther) 名義でリリースした『愛の伝道師ギュンター (Pleasureman)』は2006年にアメリカでライノ・レコーズよりリリースされた。
2005年11月、フォックスはカナダでアルバム『Angel with an Attitude』をリリースした。彼女は音楽プロデューサーのジョー・バールッコ (Joe Barrucco) とともに、このアルバムを作り上げた。
フォックスは2007年の8月下旬から9月上旬にかけて「第2回カウントダウン・スペクタキュラー (Countdown Spectacular)」の一環としてオーストラリアをツアーした。これは初のアリーナスタイルでのライブコンサートであった。「ドゥ・ヤ・ドゥ・ヤ (Wanna Please Me)」と「タッチ・ミー (I Want Your Body)」が演奏された。
2008年8月24日、サマンサ・フォックスはキム・ワイルド、サブリナ (Sabrina Salerno)、サンドラ (Sandra Cretu)、モダン・トーキング、リマール、シェイキン・スティーブンス (Shakin' Stevens) と共に、ポーランドで開催された80年代スターのコンサートに出演した。コンサートは「2008年ソポット・フェスティバル (Sopot Festival)」の一部で、ライブの模様はポーランドのテレビチャンネルTVNで放映された。

## 映画
フォックスはV. Menonが脚本・監督を手掛けたインド映画『Rock Dancer』に出演し、インドでもファンを獲得した。この映画にはシャンミー・カプール、カマル・サーダナー、ロニット・ロイ、シャロン・プラブハカ、Javed Jaffri、ジョニー・レバーらが出演したほか、ゴーヴィンダが特別ゲスト出演し、Subbir Mukherjeeがプロデュースしている。
フォックスは他に、スティーブ・ヴァーノム監督・脚本、ジョン・アルトマン出演の『It's Been Real』(2007年) やマイケル・デイヴィス監督・脚本、ピアース・ブロスナン、イアン・ホルム、トム・サイズモア、ニール・モリッシー、デヴィッド・ヘイマン出演の『The Match』(1999年) にも出演した。

## その他
1986年にフォックスはAmiga、コモドール64、ZX Spectrum、MSX、BBC Micro、Amstrad CPCに対応したストリップ・ポーカーゲーム「Samantha Fox Strip Poker」に出演した。
1989年にはミック・フリートウッドとともにブリット・アワードのプレゼンターを務めたが、これは修羅場と化したことで有名になった。フォックスはインタビューにおいて、あの夜はオートキュー（台詞を写し出して出演者に知らせる自動プロンプター装置）が正常に動いていなかったために、テレビの生中継の間全くの混乱状態に陥ったと主張した。
フォックスはMTVにプロモーションビデオを発表するため1年間ニューヨークに滞在した。彼女はテレビでの他の試みとしてロルフ・ハリス(Rolf Harris) のインタビューを受けたが、インタビューが始まる前に何度も「ラルフ」と呼びかけてしまうという不幸な出来事があった。1990年、彼女はアメリカのシチュエーション・コメディテレビ・シリーズ『Charles In Charge』に、エージェントが彼女をパパラッチに狙わせるために、スコット・バイオ演じるチャールズとのロマンスを押し付けようとする虚構のロックスター「サマンサ・スティール」という役で出演した。彼女はまた、春休みの期間にフロリダ州フォートローダーデールを訪れ、何千人もの大学生に向けて当時の様々なヒット曲を歌った。
フォックスは年を重ねるにつれて目立った活動をしなくなり、歌手としても商業的な成功をつかむことも減ったが、活動を止めることはしなかった。2003年、彼女はリアリティ番組の『The Club』に出演し、『The Club』で最もバーを成功させるべく、リチャード・ブラックウッド (Richard Blackwood)、ディーン・ガフニー (Dean Gaffney) と経営を競い合った。そこは有名人の客で溢れていた。
フォール・アウト・ボーイの2005年のアルバム『フロム・アンダー・ザ・コーク・ツリー』の1曲「A Little Less Sixteen Candles, a Little More "Touch Me"」は、映画『Sixteen Candles』とサマンサ・フォックスのアルバム『タッチ・ミー』に言及している（タイトルは、エルヴィスの死後のダンス・ヒット・ナンバー「おしゃべりはやめて」（原題：A Little Less Conversation）にも言及している）。
2008年、フォックスとパートナーのマイラはイギリスのリアリティ番組『Celebrity Wife Swap』に参加し、イギリスのコメディアン、フレディー・スター (Freddie Starr) と彼の妻ドナを交換した。

## 私生活
フォックスはオーストラリアの詐欺師ピーター・フォスター (Peter Foster) と2度結ばれた。彼らは1986年から87年にかけて交際し、その後7年間離れた後、1994年に再び1年間付き合った。彼らは一度婚約したと言われる。この間、彼女とピーターはサイモンという若いオーストラリア人の男の子を養子にする決意をした。サイモンが誤ってアルコールを1本摂取し、昏睡状態に陥った時悲劇が起こった。フォックスは、フォスターを「私の人生における愛」と表現した。彼女はロックバンド・キッスのボーカル・リズムギター担当のポール・スタンレーとも交際していた。
1994年、フォックスが霊的に新しく生まれ変わったと報道された。その年、彼女はキリスト教の芸術祭典、グリーンベルト・フェスティバルに出演した。トップレスモデルとキリスト教の信仰をどのようにして一致させることができたのかと尋ねられ、彼女は答えた。
| 「 | 簡単です。神は私に私の身体を与えました。私はそれが多くの人々を幸せにしたということを知っています。そこには何の不一致もありません。私はこれまでも、そして今後も決してポルノグラフィを奨励しません。私は常に同一の人間であったので、生まれ変わったのではありません。私は、神が私にして欲しいと望むことをしています。私の毎晩の祈りは、「私に我が道を進ませ、人々を幸せにさせてください。私に正しい行いをさせてください。」というものです。 | 」 |

フォックスが1999年にレズビアンの美人コンテストの審査員を務めた時、彼女の性的指向に関する噂が浮上した。多くの人々は彼女が当時同居していた女性、ヘヴィメタルバンド、ガールスクールのギタリストであったオーストラリア人のクリス・ボナッチ (Cris Bonacci) をマネージャー以上の存在であると信じていた。
2003年2月、彼女は私生活について言明した。
| 「 | しかし私は「多分」と言うか、あるいはそれを否定し続けることができません。この時間をお借りして、皆さんに私の心がどこにあるのかをお知らせします。人々は私がレズビアンであると噂をし続けています。私には自分がそうであるのか分かりません。私が知っているのは、私がマイラ（マイラ・ストラットン：彼女のマネージャー）を愛しているということ、それが全てです。私はあらゆる点で彼女を愛していて、私に残された人生を彼女と共に過ごしたいのです。 | 」 |

2009年8月に、英ゴシップ誌「OK!」に、マネージャーのマイラ・ストラットンと結婚することを語り、挙式をシベリアで挙げ、ディスコバンド、ボニーMの元シンガー、リズ・ミッチェルが牧師を担当する予定だと述べた。
ストラットンとの関係はストラットンは2015年に癌で死去するまで続いた。
2022年には交際していたリンダ・オルセンと結婚。

## 慈善活動
2008年3月、サマンサ・フォックスは、ファンが有名人の衣類を買うことができるチャリティ・オークションに、お気に入りのブラジャーを寄付した。3日間のオークションは3月4日に始まり、一般の人々が視聴覚障害者のためのチャリティに参加し、スターの衣類に値を付けていった。

## アルバム
- タッチ・ミー - Touch Me（1986年）
- 夢のゆくえ - Samantha Fox（1987年）
- 赤い誘惑 - I Wanna Have Some Fun（1988年）
- Just One Night（1991年）
- サマンサ・フォックス・グレイテスト・ヒッツ - Greatest Hits（1992年）
- 21世紀FOX - 21st Century Fox（1998年）
- Watching You, Watching Me（2002年）
- Angel with an Attitude（2005年）
- Angel with an Attitude（2007年） - オーストラリア再発売版、ボーナストラック1曲を含む